# Truus Menger-Oversteegen
Truus Menger-Oversteegen (29 de agosto de 1923 - 18 de junio de 2016) fue una escultora y pintora holandesa. Durante la Segunda Guerra Mundial fue miembro de la resistencia holandesa antinazi, junto a su hermana, Freddie Oversteegen, y Hannie Schaft.
Schaft y Truus Oversteegen planeaban asesinar al policía y miembro del NSB, Fake Krist, el 25 de octubre de 1944, pero otros miembros de la resistencia de Haarlem lo mataron primero. El 1 de marzo de 1945, el oficial de policía del NSB, Willem Zirkzee, fue ejecutado por Schaft y Truus Oversteegen cerca de Krelagehuis en Haarlem. El 15 de marzo hirieron a Ko Langendijk, que trabajaba para el Sicherheitsdienst (SD). Sobrevivió al ataque y en 1948 testificó en Ámsterdam a favor de su novia, la traidora Nelly Willy van der Meijden. En 1949 fue condenado a cadena perpetua. Un intento de asesinato anterior por parte de Jan Bonekamp a Langendijk también había fracasado.
Schaft y Oversteegen intentaron en vano liberar a Jan Bonekamp cuando éste fue arrestado por los alemanes y llevado al Wilhelmina Gasthuis en Ámsterdam.
Después de que Schaft fuera arrestada el 21 de marzo de 1945, la resistencia asumió que había sido encarcelada en Weteringschans. Disfrazada de enfermera alemana, Oversteegen intentó liberarla con la historia de que tenía que llevar a Schaft a un examen médico. Lloró mucho para convencer a la gente de ahí. Sin embargo, Schaft resultó estar en Amstelveenseweg y ya había sido ejecutada.
Después de la guerra, Truus se casó con Piet Menger en noviembre de 1945. Tuvieron cuatro hijos y al mayor de ellos le pusieron el nombre en memoria de Schaft.  Regularmente fue invitada como oradora en universidades y escuelas secundarias sobre guerras, antisemitismo, tolerancia e indiferencia. El libro de Menger-Oversteegen sobre sus experiencias durante la guerra, Ni entonces, ni ahora, ni nunca, se publicó en 1982.
El 10 de mayo de 1967, Yad Vashem la reconoció como Justa entre las Naciones. En su 75° cumpleaños, en 1998, Menger fue investida como Oficial de la Orden de Orange-Nassau por sus servicios. El 15 de abril de 2014, Truus Menger-Oversteegen recibió junto a su hermana la Cruz de Guerra de Movilización por parte del primer ministro Mark Rutte.